# Grubeosyllis breviarticulata
Grubeosyllis breviarticulata är en ringmaskart som beskrevs av Nogueira, San Martin och Ayrton Amaral 200. Grubeosyllis breviarticulata ingår i släktet Grubeosyllis och familjen Syllidae. Inga underarter finns listade i Catalogue of Life.